# Emmanuel M'Pioh
Emmanuel M'Pioh, född 24 maj 1952, är en friidrottare från Kongo-Brazzaville. Han deltog vid olympiska sommarspelen 1980 och olympiska sommarspelen 1984.